# Achterhavenbrug
De Achterhavenbrug is een basculebrug over de Achterhaven in Delfshaven, een deelgemeente van de Nederlandse gemeente Rotterdam. De brug ligt in de Havenstraat nabij het Piet Heynsplein. De doorvaarthoogte in gesloten stand is KP + 5,05 m, de doorvaartwijdte is 14 meter. De brug wordt alleen op afroep bediend, niet op zondag. Er is ook geen bediening tijdens brugopening van de Lage Erfbrug. De brug is aan te roepen op marifoon-kanaal 22.
De Achterhavenbrug is in 1965 aangelegd in het kader van de verhoging van de waterkering in Rotterdam tot deltahoogte. De Ruigeplaatsluis, die de verbinding vormde tussen de Voorhaven en Schiemond is in 1968 gesloten. Als alternatief is een verbinding gegraven tussen de Achterhaven en de Coolhaven. Hierbij werd de oude hoofdwaterkering, Schielands Hoge Zeedijk doorgegraven.
Onder de brug ligt een keersluis. De drempeldiepte van de keersluis is KP - 3,60 m. De sluisdeuren kunnen worden gesloten in het geval dat de huidige hoofdwaterkering, de Westzeedijk, door zou breken.